# Kote Zinzadse
Kote Zinzadse (georgisch კოტე ცინცაძე, * 1887; † 1930) war ein georgischer Bolschewik. Er war der erste ständige Chef der georgischen Tscheka. Unter Stalin wurde er als Mitglied der „Linken Opposition“ in der KPdSU verfolgt.

## Leben
Er wurde 1904 Mitglied der Sozialdemokratischen Arbeiterpartei Russlands (SDAPR), schloss sich der bolschewistischen Fraktion an. Während der Russischen Revolution 1905 arbeitete er eng mit dem Revolutionär Kamo zusammen, diente im bewaffneten Arm der Partei, der sich auf Enteignungen und Raub spezialisiert hatte.
Später nahm er an Untergrundaktivitäten der Bolschewiki in Transkaukasien teil, wurde der erste ständige Chef der georgischen Tscheka, die im Februar 1921, unmittelbar nach der Invasion der Demokratischen Republik Georgien, gegründet worden war. Er wurde zugleich Mitglied des Zentralkomitees der Kommunistischen Partei Russlands (KPR) und des Exekutivkomitees der KP der Georgischen SSR.
Während er rücksichtslos gegen die anti-sowjetische Opposition in Georgien vorging, befürwortete er zugleich eine stärkere Unabhängigkeit Georgiens gegenüber der Moskauer Zentrale. 1922 war er in eine scharfe Auseinandersetzung mit Stalin und Sergo Ordschonikidse verwickelt, denen die gemäßigten georgischen Kommunisten einen „großrussischen Chauvinismus“ vorwarfen. Jene warfen Zinzadse „nationalistische Abweichungen“ vor. Er wurde im gleichen Jahr von seinen Ämtern entfernt. Sein Nachfolger wurde E. A. Kwantaliani, der dem sowjetischen Zentralismus nachgiebiger gegenüberstand.
1923 schloss er sich der Linken Opposition gegen Stalin an. Er wurde 1927 aus der Partei ausgeschlossen und 1928 verhaftet. Er starb 1930 im Gefängnis an Tuberkulose.